# Polyporus expansus
Polyporus expansus är en svampart som beskrevs av Fr. 1838. Polyporus expansus ingår i släktet Polyporus och familjen Polyporaceae.   Inga underarter finns listade i Catalogue of Life.